# Gouvernement Padacké II
IIIe République
Padacké I Déby
Le gouvernement Albert Pahimi Padacké (2) est le gouvernement de la république du Tchad du 14 août 2016 au 3 mai 2018,.

## Composition

### Initiale (14 août 2016)
- Par rapport au gouvernement Padacké I, les nouveaux ministres sont indiqués en gras, ceux ayant changé d'attributions en italique. La composition est la suivante[3]

| Portefeuille | Nom | Nom                          | Parti          |
| --- | --- | ---------------------------- | -------------- |
| Premier ministre |     | Albert Pahimi Padacké        | RNDT-Le Réveil |
| Ministre des Affaires étrangères, de l'Intégration africaine et de la Coopération internationale                                    |     | Moussa Faki Mahamat          | MPS            |
| Ministre des Infrastructures et du Désenclavement                                                                                   |     | Adoum Younoussmi             |                |
| Ministre de l'Économie et de la Planification du développement                                                                      |     | Mariam Mahamat Nour          | MPS            |
| Ministre de la Production, de l'Irrigation et des Équipements agricoles                                                             |     | Assaid Gamar Sileck          |                |
| Ministre de la Justice, Garde des sceaux, chargé des Droits de l'homme                                                              |     | Hamid Mahamat Dahalop        |                |
| Ministre de la Sécurité publique et de l'Immigration                                                                                |     | Ahmat Mahamat Bachir         |                |
| Ministre des Postes et des Nouvelles technologies de l'information                                                                  |     | Mahamat Allahou Taher        |                |
| Ministre des Finances et du Budget                                                                                                  |     | Mbogo Ngabo Seli             |                |
| Ministre de la Communication, porte-parole du Gouvernement                                                                          |     | Madeleine Alingué            |                |
| Ministre de la Femme, de la Famille et de la Solidarité nationale                                                                   |     | Ngarmbatna Carmel Sou IV     |                |
| Ministre de l'Éducation nationale et de la Promotion civique                                                                        |     | Ahmat Khazali Acyl           |                |
| Ministre délégué à la Présidence de la République chargé de la Défense nationale, des Anciens combattants et des Victimes de guerre |     | Bichara Issa Djadallah       |                |
| Ministre de la Sante publique |     | Hanssane Ngueadoum           |                |
| Ministre secrétaire général du gouvernement, chargé des Réformes et des Relations avec les institutions de la République            |     | Abdoulaye Sabre Fadoul       |                |
| Ministre de l'Environnement et de la Pêche                                                                                          |     | Brah Mahamat                 |                |
| Ministre de l'Élevage et des Productions animales                                                                                   |     | Abderahim Younous            |                |
| Ministre de la Fonction publique, de l'Emploi, chargé du Dialogue social                                                            |     | Abdelkerim Seid Bauche       |                |
| Ministre du Développement aéronautique et de la Météorologie nationale                                                              |     | Haoua Acyl Ahmat             |                |
| Ministre de l'Aménagement du territoire, du Développement de l'habitat et de l'Urbanisme                                            |     | Houdeingar David             |                |
| Ministre de la Formation professionnelle et de la Promotion des métiers                                                             |     | Ahmat Hissein Mougouni       |                |
| Ministre des Mines, de la Géologie et des Carrières                                                                                 |     | Gomdigué Baïdi Lomey         |                |
| Ministre du Pétrole, de l'Énergie, chargé de la Promotion des énergies renouvelables                                                |     | Béchir Madet'                |                |
| Ministre de l’Enseignement supérieur, de la Recherche et de l’Innovation                                                            |     | Mackaye Hassane Taisso       |                |
| Ministre de l’Eau et de l’Assainissement                                                                                            |     | Sidick Abdelkerim Haggar     |                |
| Ministre du Développement touristique, de la Culture et de l’Artisanat                                                              |     | Youssouf Abassalah           |                |
| Ministre de la Jeunesse, des Sports et des Loisirs                                                                                  |     | Betel Miarom                 |                |
| Ministre du Développement industriel, commercial et de la Promotion du secteur privé                                                |     | Mahamat Hamid Koua           |                |
| Ministre de l'Administration du territoire et de la Gouvernance locale                                                              |     | Bachar Ali Souleymane        |                |
| Secrétaire d'État aux Affaires étrangères                                                                                           |     | Kade Élisabeth               |                |
| Secrétaire d’État à l’Administration du territoire et de la Gouvernance locale                                                      |     | Aboubakar Djibrile Aboubakar |                |
| Secrétaire d’État à la Santé publique                                                                                               |     | Mahamat Annadif Youssouf     |                |
| Secrétaire d’État à l’Économie et à la Planification du développement                                                               |     | Sing-Yabé Barnabas           |                |
| Secrétaire d’État au Budget |     | Habiba Sahoulba              |                |
| Secrétaire d’État aux Infrastructures et au Désenclavement                                                                          |     | Banata Tchalet Sow           |                |
| Secrétaire d’État à la Production, à l’Irrigation et aux Équipements agricoles                                                      |     | Acheikh Ahmat Fariss Krebe   |                |
| Secrétaire d’État à l’Education nationale et à la Promotion civique                                                                 |     | Hassan Ahmat Patcha          |                |
| Secrétaire d’État à l’Enseignement supérieur, à la Recherche et à l’Innovation                                                      |     | Hissein Massar Hissein       |                |
| Secrétaire générale adjointe du gouvernement                                                                                        |     | Haoua Outhman Djame          |                |

### Remaniement du 5 février 2017
- Les nouveaux ministres sont indiqués en gras, ceux ayant changé d'attributions en italique[4]

| Portefeuille | Nom | Nom                          | Parti          |
| --- | --- | ---------------------------- | -------------- |
| Premier ministre |     | Albert Pahimi Padacké        | RNDT-Le Réveil |
| Ministre des Affaires étrangères, de l’Intégration africaine et de la Coopération internationale                                    |     | Brahim Hisseine Taha         | MPS            |
| Ministre des Infrastructures et du Désenclavement                                                                                   |     | Adoum Younoussmi             |                |
| Ministre de l'Économie et de la Planification du développement                                                                      |     | Ngueto Yambaye               | MPS            |
| Ministre de la Production, de l’Irrigation et des Équipements agricoles                                                             |     | Assaid Gamar Sileck          |                |
| Ministre de la Justice, Garde des sceaux, chargé des Droits de l’homme                                                              |     | Ahmat Mahamat Hassane        |                |
| Ministre de la Sécurité publique et de l’Immigration                                                                                |     | Ahmat Mahamat Bachir         |                |
| Ministre des Postes et des Nouvelles technologies de l’information                                                                  |     | Mahamat Allahou Taher        |                |
| Ministre des Finances et du Budget                                                                                                  |     | Christian George Diguimbaye  |                |
| Ministre de la Communication, porte-parole du gouvernement                                                                          |     | Madeleine Alingué            |                |
| Ministre de la Femme, de la Famille et de la Solidarité nationale                                                                   |     | Kade Elizabeth               |                |
| Ministre de l’Education nationale et de la Promotion civique                                                                        |     | Ahmat Khazali Acyl           |                |
| Ministre délégué à la Présidence de la République chargé de la Défense nationale, des Anciens combattants et des Victimes de guerre |     | Bichara Issa Djadallah       |                |
| Ministre de la Santé publique |     | Hanssane Ngueadoum           |                |
| Ministre secrétaire général du gouvernement, chargé des Réformes et des Relations avec les institutions de la République            |     | Abdoulaye Fadoul Sabre       |                |
| Ministre de l’Environnement et de la Pêche                                                                                          |     | Brah Mahamat                 |                |
| Ministre de l’Élevage et des Productions animales                                                                                   |     | Abderahim Younous            |                |
| Ministre de la Fonction publique, de l’Emploi, chargé du Dialogue social                                                            |     | Abdelkerim Seid Bauche       |                |
| Ministre du Développement aéronautique et de la Météorologie nationale                                                              |     | Haoua Acyl Ahmat             |                |
| Ministre de l’Aménagement du territoire, du Développement de l’habitat et de l’Urbanisme                                            |     | Hamit Mahamat Dalop          |                |
| Ministre de la Formation professionnelle et de la Promotion des métiers                                                             |     | Adoum Dangaye Nakour Geut    |                |
| Ministre des Mines, de la Géologie et des Carrières                                                                                 |     | Houdeingar David             |                |
| Ministre du Pétrole, de l’Énergie, chargé de la Promotion des énergies renouvelables                                                |     | Bechir Madet                 |                |
| Ministre de l’Enseignement supérieur, de la Recherche et de l’Innovation                                                            |     | Mackaye Hassane Taîsso       |                |
| Ministre de l’Eau et de l’Assainissement                                                                                            |     | Sidick Abdelkerim Haggar     |                |
| Ministre du Développement touristique, de la Culture et de l’Artisanat                                                              |     | Mahamat Saleh Haroun         |                |
| Ministre de la Jeunesse, des Sports et des Loisirs                                                                                  |     | Betel Miarom                 |                |
| Ministre du Développement industriel, commercial et de la Promotion du secteur privé                                                |     | Mahamat Hamid Koua           |                |
| Ministre de l’Administration du territoire et de la Gouvernance locale                                                              |     | Bachar Ali                   |                |
| Secrétaire d'État au Affaires étrangères                                                                                            |     | Kade Élisabeth               |                |
| Secrétaire d’État à l’Administration du territoire et de la Gouvernance locale                                                      |     | Aboubakar Djibrile Aboubakar |                |
| Secrétaire d’État à la Santé publique                                                                                               |     | Mahamat Annadif Youssouf     |                |
| Secrétaire d’État à l’Économie et à la Planification du développement                                                               |     | Sing-Yabé Barnabas           |                |
| Secrétaire d’État au Budget |     | Habiba Sahoulba              |                |
| Secrétaire d’État aux Infrastructures et au Désenclavement                                                                          |     | Banata Tchalet Sow           |                |
| Secrétaire d’État à la Production, à l’Irrigation et aux Équipements agricoles                                                      |     | Dandet Laobele               |                |
| Secrétaire d’État à l’Éducation nationale et à la Promotion civique                                                                 |     | Bonio Terbaline              |                |
| Secrétaire d’État à l’Enseignement supérieur, à la Recherche et à l’Innovation                                                      |     | Hissein Massar Hissein       |                |
| Secrétaire d’État aux Finances |     | Banata Tchalet Sow           |                |
| Secrétaire générale adjointe du gouvernement                                                                                        |     | Haoua Outhman Djame          |                |

### Remaniement du 25 juillet 2017
- Les nouveaux ministres sont indiqués en gras, ceux ayant changé d'attributions en italique[5].

| Portefeuille | Nom | Nom                          | Parti          |
| --- | --- | ---------------------------- | -------------- |
| Premier ministre |     | Albert Pahimi Padacké        | RNDT-Le Réveil |
| Ministre des Affaires étrangères de l’Intégration africaine et de la coopération internationale                                     |     | Brahim Hisseine Taha         | MPS            |
| Ministre des Infrastructures et du Désenclavement                                                                                   |     | Adoum Younoussmi             |                |
| Ministre de l'Économie et de la Planification du développement                                                                      |     | Ngueto Yambaye               | MPS            |
| Ministre de la Production, de l’Irrigation et des Équipements agricoles                                                             |     | Assaid Gamar Sileck          |                |
| Ministre de la Justice, Garde des sceaux, chargé des Droits de l’homme                                                              |     | Ahmat Mahamat Hassane        |                |
| Ministre de la Sécurité publique et de l’Immigration                                                                                |     | Ahmat Mahamat Bachir         |                |
| Ministre des Postes et des Nouvelles technologies de l’information                                                                  |     | Mahamat Allahou Taher        |                |
| Ministre des Finances et du Budget                                                                                                  |     | Christian George Diguimbaye  |                |
| Ministre de la Communication, porte-parole du Gouvernement                                                                          |     | Madeleine Alingué            |                |
| Ministre de la Femme, de la Famille et de la Solidarité nationale                                                                   |     | Kade Elizabeth               |                |
| Ministre de l’Éducation nationale et de la Promotion civique                                                                        |     | Ahmat Khazali Acyl           |                |
| Ministre délégué à la Présidence de la République chargé de la Défense nationale, des Anciens combattants et des Victimes de guerre |     | Bichara Issa Djadallah       |                |
| Ministre de la Santé publique |     | Hanssane Ngueadoum           |                |
| Ministre secrétaire général du gouvernement, chargé des Réformes et des Relations avec les institutions de la République            |     | Abdoulaye Fadoul Sabre       |                |
| Ministre de l’Environnement et de la Pêche                                                                                          |     | Brah Mahamat                 |                |
| Ministre de l’Élevage et des Productions animales                                                                                   |     | Abderahim Younous            |                |
| Ministre de la Fonction publique, de l’Emploi, chargé du Dialogue social                                                            |     | Mahamat Adef                 |                |
| Ministre du Développement aéronautique et de la Météorologie nationale                                                              |     | Haoua Acyl Ahmat             |                |
| Ministre de l’Aménagement du territoire, du Développement de l’habitat et de l’Urbanisme                                            |     | Paul Mbainodoum              |                |
| Ministre de la Formation professionnelle et de la Promotion des métiers                                                             |     | Adoum Dangaye Nakour Geut    |                |
| Ministre des Mines, de la Géologie et des Carrières                                                                                 |     | Youssouf Abassalah           |                |
| Ministre du Pétrole, de l’Énergie, chargé de la Promotion des énergies renouvelables                                                |     | Bechir Madet                 |                |
| Ministre de l’Enseignement supérieur, de la Recherche et de l’Innovation                                                            |     | Mackaye Hassane Taîsso       |                |
| Ministre de l’Eau et de l’Assainissement                                                                                            |     | Sidick Abdelkerim Haggar     |                |
| Ministre du Développement touristique, de la Culture et de l’Artisanat                                                              |     | Mahamat Saleh Haroun         |                |
| Ministre de la Jeunesse, des sports et des loisirs                                                                                  |     | Habiba Sahoulba Gontchomé    |                |
| Ministre du Développement industriel, commercial et de la Promotion du secteur privé                                                |     | Mahamat Hamid Koua           |                |
| Ministre de l’Administration du territoire et de la Gouvernance locale                                                              |     | Bachar Ali                   |                |
| Secrétaire d'État au Affaires étrangères                                                                                            |     | Kade Élisabeth               |                |
| Secrétaire d’État à l’Administration du territoire et de la Gouvernance locale                                                      |     | Aboubakar Djibrile Aboubakar |                |
| Secrétaire d’État à la Santé publique                                                                                               |     | Mahamat Annadif Youssouf     |                |
| Secrétaire d’État à l’Économie et à la Planification du développement                                                               |     | Sing-Yabé Barnabas           |                |
| Secrétaire d’État aux Infrastructures et au Désenclavement                                                                          |     | Banata Tchalet Sow           |                |
| Secrétaire d’État à la Production, à l’Irrigation et aux Équipements agricoles                                                      |     | Dandet Laobele               |                |
| Secrétaire d’État à l’Éducation nationale et à la Promotion civique                                                                 |     | Bonio Terbaline              |                |
| Secrétaire d’Etat à l’Enseignement supérieur, à la Recherche et à l’Innovation                                                      |     | Hissein Massar Hissein       |                |
| Secrétaire d’État aux Finances |     | Banata Tchalet Sow           |                |
| Secrétaire générale adjointe du gouvernement                                                                                        |     | Haoua Outhman Djame          |                |